# Leucogonia amarginata
Leucogonia amarginata är en fjärilsart som beskrevs av Holloway 1979. Leucogonia amarginata ingår i släktet Leucogonia och familjen nattflyn. Inga underarter finns listade i Catalogue of Life.